# فهرست صنایع دستی استان فارس
فهرست صنایع دستی استان فارس

## فهرست
| #  | نام           | نگاره                                       | شهر           | یادداشت |
| -- | ------------- | ------------------------------------------- | ------------- | --- |
| ۱  | قالی          | نمونه‌ای از فرش قشقایی                       | استان فارس    | قالی نوعی گستردنی بافته شده از الیاف پنبه، پشم و در بعضی موارد ابریشم است که معمولاً برای پوشش زمین به کار می‌رود. از آنجا که قالی و فرش همیشه نقش‌های زیبا بر خود داشته‌اند، امروزه به جنبهٔ تزئینی آن نیز توجه می‌شود.                                                       |
| ۲  | گلیم          | گلیم پشم مرینوس فیرزآباد                    | استان فارس    | گلیم یکی از انواع صنایع دستی زیراندازی و پوششی است که از ابریشم، موی بز، پشم گوسفند یا دیگر چهارپایان اهلی بافته می‌شود. |
| ۳  | گبه           | گبه                                         | استان فارس    | گبه یا قالیچه خرسک، فرشی از جنس قالی است که معمولاً در اندازه کوچک توسط عشایر لر و قشقایی بافته می‌شود. |
| ۴  | خاتم‌کاری      |                                             | شیراز         | خاتم‌کاری از هنرهای ظریفه و صنایع دستی ایران است که سابقه و ریشه‌ای کهن دارد. |
| ۵  | معرق‌کاری      | معرق‌کاری                                    | شیراز         | معرق‌کاری یکی از رشته‌های صنایع دستی است. |
| ۶  | منبت کاری چوب |                                             | آباده         | منبت کاری هنر حکاکی و کنده کاری بر روی چوب بر اساس نقشه‌ای دقیق است. |
| ۷  | سفالگری       | ریتون نمونه‌ای از سفالگری در دوران هخامنشیان | استان فارس    | سفالگری ساختن ظروف با گل است و به ظرف ساخته شده از این طریق سفال می‌گویند. |
| ۸  | سرامیک        | سرامیک                                      | استهبان       | |
| ۹  | کاشی معرق     |                                             | استان فارس    | معرق کاری عبارت است از قطعه‌های بریده شده کاشی که نقوش مختلف را از رنگ‌های متفاوت تراشیده و در کنار یگدیگر قرارداده و به شکل قطعاتی بزرگ درآورده و روی دیوار نصب می‌شود |
| ۱۰ | کاشی هفت‌رنگ   |                                             | شیراز         | کاشی هفت‌رنگ نوع کاشی است که اکثرأ در مساجد، عبادت گاه‌ها و مقبره‌ها همچنان منازل شخصی بکار می‌رود |
| ۱۱ | آینه‌کاری      |                                             | شیراز         | آینه‌کاری نوعی تزیین داخلی ساختمان، با چسباندن قطعه‌های کوچک آینه به شکل‌های هندسی و گل و بته‌های مختلف است. |
| ۱۲ | گچ‌بری         |                                             | استان فارس    | |
| ۱۳ | منبت‌کاری      |                                             | شیراز و آباده | |
| ۱۴ | گیوه‌بافی      | گیوه                                        | آباده         | گیوه‌بافی یا گیوه‌دوزی از قدیمی‌ترین صنایع دستی سرزمین پارس است و طبق سندهای تاریخی بدست آمده پیشینهٔ این صنعت به حدود ۱۰۰۰ سال پیش بازمی‌گردد. |
| ۱۵ | بوریابافی     |                                             | کازرون        | بوریابافی از نی و علف، صنعتی است که حتی از صنعت پارچه‌بافی هم کهن‌تر است. |
| ۱۶ | حصیربافی      |                                             | کازرون        | حصیربافی به معنی بافت رشته‌های حاصل از الیاف گیاهی (سلولزی) به کمک دست و ابزار ساده دستی است که طی آن محصولات مختلفی مانند زیرانداز، سفرهٔ حصیری، انواع سبد، انواع ظرف و… تولید می‌شود. حصیربافی خود بامبوبافی، مرواربافی، ترکه بافی، چم بافی و سبد بافی را نیز شامل می‌شود. |
| ۱۷ | قلم‌زنی        | قلم‌زنی                                      | شیراز         | قلم‌زنی عبارت است از تزیین و کندن نقوش بر روی اشیای فلزی به ویژه مس، طلا، نقره، برنج یا به عبارت دیگر ایجاد خطوط و نقوش به وسیله قلم با ضربه چکش و بر روی اجسام فلزی |
| ۱۸ | نقره‌کاری      |                                             | شیراز         | نقره‌کاری هنری از شاخه فلزکاری است که در آن با شکل‌دهی و کار روی مصنوع نقره یا ایجاد روکشی از آن جنس اثر هنری ایجاد می‌کنند. |